# Снайдър (окръг)
Окръг Снайдър (на английски: Snyder County) е окръг в щата Пенсилвания, Съединени американски щати. Площта му е 860 km², а населението - 40 801 души (2017). Административен център е град Мидълбърг.